# 蒂亞卡杜古迪亞拉科羅
蒂亞卡杜古迪亞拉科羅（法語：Tiakadougou-Dialakoro），是馬里的城鎮，位於該國西南部，由庫利科羅區的卡蒂省負責管轄，面積327平方公里，海拔高度390米，2009年人口6,738，人口密度每平方公里21人。